# Kocker

Olika typer av kocker

Kocker är ett samlingsnamn på kulformiga (sfäriska) bakterier. Det finns flera olika sätt hur kocker växer och bildar olika formationer, vilket används för att grovt klassificera kockerna. De huvudsakliga formationerna exemplifieras med några arter och på bild:
- parvis, ofta betecknade som diplokocker: pneumokocker, meningokocker och gonokocker
- kub, åtminstone inledningsvis med åtta kocker, kallas ibland lite oegentligt tetrakocker: sarcina-släktet
- kedjor (pärltrådar): som kan vara korta med ett fåtal kocker i en kedja som enterokocker eller i långa kedjor med upp till mer än 100 bakterier i en kedja som grupp A-streptokocker
- klasar, (hopar) påminnande om druvklasar: stafylokocker

Kockobaciller, även betecknade kockoida bakterier är korta stavbakterier som vid mikroskopi kan misstolkas för att vara kocker. Exempel på sådana är kikhostebakterien Bordetella pertussis liksom brucellaarterna.